# Cincinnati/Northern Kentucky International Airport
De Cincinnati/Northern Kentucky International Airport (IATA: CVG, ICAO: KCVG) is de grootste luchthaven bij Cincinnati. De luchthaven gelegen in Boone, Kenton en Campbell County in Kentucky bedient de metropoolregio Cincinnati metropolitan area, ook gekend als de Greater Cincinnati Tri-State Area rond Cincinnati, gelegen op de grens van drie Amerikaanse staten Ohio, Kentucky en Indiana.
De IATA-luchthavencode CVG refereert naar Covington in Kentucky, op het moment van ingebruikname van de luchthaven, in 1944, de grootste en dichtst bijgelegen woonkern. De eerste commerciële vlucht, een American Airlines Douglas DC-3 van Cleveland, landde op 10 januari 1947 om 9:53 in de voormiddag, enkele momenten later gevolgd door een vlucht van Delta Air Lines.
De luchthaven beslaat een gebied van 28,3 km². Op dit terrein bevinden zich ook de hoofdkwartieren van Amazon Air, Delta Private Jets, DHL Americas en Southern Air. Vanuit de luchthaven worden 63 bestemmingen aangevlogen met op piekdagen tot 180-190 vertrekkende passagiersvluchten per dag.  De luchthaven is een focus city voor  Allegiant Air, Delta Air Lines en Frontier Airlines. Bovendien is CVG de snelst groeiende cargoluchthaven in Noord-Amerika, en een globale hub voor zowel Amazon Air als DHL Aviation. CVG is uitgegroeid tot de op drie na grootste cargoluchthaven van de Verenigde Staten.
Voor DHL Aviation is Cincinnati de grootste van de drie globale hubs, voor Leipzig en Hongkong. DHL is actief op de luchthaven sinds 1984. Er vertrekken 84 vluchten naar bestemmingen wereldwijd per dag en er werken 2.500 personen voor DHL op de luchthaven.
De hub van Amazon Air werd door Amazon aangekondigd begin 2017 en Amazon Air werd operationeel op 30 april 2017, de eerste maanden in ruimte van DHL. Het is de grootste nationale en internationale hub van Amazon Air. Een normale dag kent 200 vliegbewegingen.
Cincinnati wordt nog bediend door een tweede, kleinere luchthaven, de Cincinnati Municipal Lunken Airport geopend in 1925 en tot 1947 de voornaamste luchthaven in het gebied, maar gevoeliger voor overstromingen. Ook in Blue Ash in zuidwest-Ohio was een luchthaven, maar deze sloot in 2012. 
De Cincinnati/Northern Kentucky International Airport ontving in 2018 8.865.568 passagiers, 1.241.310 ton cargo en er werden 161.672 vliegbewegingen geregistreerd. Een dik decennium eerder was de luchthaven een belangrijker luchthaven voor passagiersvluchten, maar een veel kleinere luchthaven voor cargo. In het topjaar 2005 gebruikten 22.778.785 passagiers de luchthaven, maar werd er maar 277.401 ton cargo vervoerd. Daarvoor waren toen 496.366 vliegbewegingen nodig op jaarbasis.